# Гієрокл (колісничий)
Гієро́кл (лат. Hierocles, кінець II століття — 222) — фаворит і коханець римського імператора Геліогабала. Походив із Карії, потрапив у рабство і став колісничим в Римі. Після події, описаної Діоном Кассієм, став улюбленцем імператора і отримав великий вплив при дворі.
| Чоловіком цієї «жінки» [Геліогабала] був Гієрокл, карійський раб, колишній фаворит Гордія, у якого навчився їзді на колісниці. З цим і пов'язаний той випадок, завдяки якому він заслужив увагу імператора. Здається, на одній з гонок Гієрокл випав із своєї колісниці навпроти місця Сарданапала [так Діон називає Геліогабала], впустивши при падінні шолом. Увінчаний короною і ще безвусий, він привернув увагу імператора і відразу ж був приведений до палацу. Там своїми нічними подвигами він заполонив Сарданапала більше, ніж будь-хто інший, і отримав величезний вплив. Справді, його вплив був навіть більшим, ніж в імператора, і мало того — його мати, будучи ще рабинею, була доставлена в Рим у супроводі солдатів і прирівнена за статусом до дружин колишніх консулів.[1] |
Елій Лампрідій так говорить про Геліогабала:

| Візники Протоген і Кордій спочатку були його товаришами у змаганні на колісницях, а згодом — супутниками всього його життя й учасниками його дій. Багатьох, чиї тіла йому подобалися, він переводив зі сцени, з цирку і з арени в палац. Гієрокла він так любив, що цілував його в пах (навіть говорити про це соромно), запевняючи, що цим виконує священнодійства в честь Флори[2] |
Геліогабал намагався проголосити Гієрокла Цезарем і своїм наступником, але безуспішно. Про силу впливу Гієрокла говорить такий факт. У відповідь на благання імператора повсталі воїни заявили, що пощадять Геліогабала, якщо він віддалить від себе деяких своїх найбільш впливових наближених, насамперед  — Гієрокла. Геліогабал погодився на це, але, як повідомляє джерело, «невідступно просив повернути йому Гієрокла, цю найбезсоромнішу людину». Гієрокл був страчений разом з імператором у 222.